# Гриценко, Валентина Васильевна
Гриценко Валентина Васильевна (род. 1 апреля 1955, Харьков) — доктор психологических наук, профессор кафедры этнопсихологии и психологических проблем поликультурного образования Московского государственного психолого-педагогического университета.

## Биография
Валентина Васильевна Гриценко родилась 1 апреля 1955 года в Харькове.
В 1979 году окончила Харьковский государственный университет по специальности «психология».
В 1989 году защитила кандидатскую диссертацию на тему «Факторы устойчивости национально-смешанных и однонациональных браков: по материалам этносоциологического исследования в г. Аркалыке КазССР».
В 2002 году в Институте психологии РАН защитила диссертацию на соискание ученой степени доктора психологических наук на тему: «Социально-психологическая адаптация вынужденных переселенцев из ближнего зарубежья в России». В 2006 году присвоено ученое звание «профессор».
В. В. Гриценко является членом редакционных коллегий научных журналов:
- «Социальная и экономическая психология» Института психологии Российской академии наук.
- «Известия Саратовского университета». Новая серия. Серия: «Философия. Психология. Педагогика».
- «Вестник Белгородского института развития образования».

## Участие в работе научных конференций
В. В. Гриценко принимает участие в научных конференциях, конгрессах, форумах, семинарах, как в России, так и за рубежом, где выступает в качестве докладчика, члена орг. комитета, программного комитета.
Начиная с 2008 года по 2016 год являлась инициатором, организатором, членом Программного комитета всех пяти Международных научных конференций «Теоретические проблемы этнической и кросскультурной психологии»

## Научная деятельность

### Основные направления научных исследований
- Кросскультурная и этническая психология.
- Психология миграции.
- Поликультурная среда ВУЗа.
- Ценностно-нормативная сфера личности[9].

## Научные работы
Автор более 200 научных работ, 23 из которых опубликованы в зарубежных научных изданиях.

### Монографии
1. Гриценко, В. В. Русские среди русских: проблемы адаптации вынужденных мигрантов и беженцев из стран ближнего зарубежья в России : Монография / В. В. Гриценко; Ин-т этнологии и антропологии РАН им. Н. Н. Миклухо-Маклая, — М. : ИЭА РАН, 1999. — 189 с. : табл.; 20 см; ISBN 5-89930-017-5
2. Гриценко, В. В. Социально-психологическая адаптация переселенцев в России / В. В. Гриценко ; Российская академии наук, Институт психологии. — Москва : Ин-т психологии РАН, 2002. — 251 с. : табл.; 20 см; ISBN 5-9270-0033-9
3. Гриценко, В. В. Ценностно-нормативные основы интеграции этнических мигрантов в российское общество / В. В. Гриценко, Т. Н. Смотрова ; Смоленский гуманитарный ун-т, — Смоленск : Универсум, 2008. — 150 с. : табл.; 20 см; ISBN 978-5-87349-133-9
4. Гриценко, В. В. Социально-психологическая адаптация детей из семей мигрантов / Гриценко В. В., Шустова Н. Е. — Москва : Форум, 2011. — 223 с. : ил., табл.; 21 см; ISBN 978-5-91134-512-9
5. Гриценко, В. В. Русский и белорусский фольклор как средство формирования этнической идентичности у детей младшего школьного возраста /под ред. В. В. Гриценко, А. П. Орловой. Коллективная монография. Смоленск: Смоленский гуманитарный университет, 2016.

### Учебные пособия
1. Гриценко, В. В. Семейное психологическое консультирование. Учебно-методическое пособие / Саратов, 1996.
2. Гриценко, В. В. Социально-психологический практикум. Учебно-методическое пособие для студентов факультета психологии и социальной работы / Саратов, 2004.
3. Гриценко, В. В., Молчанова, Н. В., Муращенкова, Н. В. Тренинг оптимизации процесса построения индивидуальной профессиональной траектории. Учебно-методическое пособие / Смоленск, 2011.
4. Гриценко, В. В., Молчанова, Н. В. Тренинг просоциального поведения / Практическое пособие / Смоленск, 2013.
5. Гриценко В. В., Константинов В. В. Тренинг оптимизации процесса социально-психологической адаптации вынужденных мигрантов : Учебно-методическое пособие. — Издательство «Николаев», 2004. — 56 с. ISBN 5-94035-140-9.

### Основные публикации
1. Gritsenko V., Gavronova Yu., Khalepo O., Reznik A., Isralowitz R. (2017) University Student Attitudes Toward Illicit Drug Use and Trafficking in Russia // Int J Ment Health Addiction. Vol. 15, No 2, pp 350—355. https://doi.org/10.1007/s11469-017-9730-6
2. Isralowitz R., Reznik A., Gritsenko V., Khalepo O., Kovaleva Yu. (2017) Alcohol Use and Related Problem Behavior: a Survey Among Russian Federation and Israeli Female University Students. Int J Ment Health Addiction. Vol. 16, No 3, pp 707—710.
3. Reznik A., Isralowitz R., Gritsenko V., Khalepo O., Kovaleva Yu. (2018) Russian Federation university student alcohol use: Smolensk City- a case example. Int J. of Ethnicity in Substance Abuse.
4. Гриценко, В. В. Связь ценностей культуры с нормами и типами просоциального поведения русских и белорусов /В. В. Гриценко, Ю. В. Ковалева //Психол. журнал. 2014. № 4. Том 35. С.56-67.
5. Гриценко, В. В. Семьи трудовых мигрантов мигрантов: социально-психологическая адаптация к условиям вынужденной разлуки /В. В. Гриценко, М. Н. Ефременкова, Н. В. Муращенкова, Т. Н. Смотрова: монография. Смоленск: Смоленский гуманитарный университет, 2014.
6. Гриценко, В. В. Экстремизм как социально-психологическое явление / Н. В. Муращенкова, В. В. Гриценко // Национальная безопасность / nota bene. 2014. № 2. С. 338—350. DOI: 10.7256/2073-8560.2014.2.10881
7. Гриценко, В. В. Теоретический анализ исследований коллективной вины и коллективного стыда в зарубежной психологии / В. В. Гриценко, Т. Н. Смотрова, Ю. Д. Гавронова // Психологические исследования: электронный научный журнал. 2014. Т. 7. № 35.
8. Гриценко, В. В. Анализ дискурса о миграции соотечественников в Россию в средствах массовой информации / М. Н. Ефременкова, В. В. Гриценко // Психология и Психотехника. 2015. № 11. С.1105-1115. DOI: 10.7256/2070-8955.2015.11.16791
9. Гриценко, В. В. Изучение социально-психологической адаптации соотечественников, переселяющихся из ближнего зарубежья в Россию: научно-методический аспект /В. В. Гриценко, Н. В. Муращенкова, Ю. В. Бражник // Известия Саратовского университета. Новая Серия. Акмеология образования. Психология развития. 2016. Том 5. № 1. С.39-46.
10. Гриценко, В. В. Удовлетворенность различными сторонами жизнедеятельности как показатель успешности социально-психологической адаптации соотечественников в России / Т. Н. Смотрова, В. В. Гриценко // Изв. Сарат. ун-та. Нов. сер. Сер. Акмеология образования. Психология развития. 2017. Т. 6, вып. 1 (21). С. 53-59.
11. Гриценко, В. В., Бражник, Ю. В., Ефременкова, М. Н., Ковалева, Ю. В., Катровский, А. П., Муращенкова, Н. В., Смотрова, Т. Н. Свои или чужие: социально-психологическая адаптация соотечественников в России. Смоленск: Смоленский гуманитарный университет, 2017.
12. Гриценко, В. В., Ковалева, Ю. В. Ценностная структура личности соотечественников в условиях возвращения их на историческую родину. // Известия Саратовского университета. Новая серия. Серия Акмеология образования. Психология развития, 2018 Т., вып. 1. С. 49-55.
13. Гриценко, В. В. Структура религиозной идентичности современной православной молодежи / С. В. Рыжова, О. Е. Хухлаев, В. В. Гриценко, В. В. Константинов // Психол. журнал. 2018. Т. 39. № 4. С. 95-104.